# Бициклизам на Летњим олимпијским играма 1924 — Вожња на хронометар за мушкарце
Бициклистичка друмска трка у појединачној конкуренацији на Летњим олимпијским играма 1924. у Паризу одржана је 23. јула 1924. године. Резултати из ове трке рачунали су се и за екипну конкуренцију.
Траса трке је износила 188 km. Учествовао је 71 бициклиста из 22 земље Старт и циљ ове трке био је на стадиону Коломб.

## Земље учеснице
| - Аргентина (4) - Аустралија (1) - Белгија (4) - Бугарска (4) - Канада (1) - Чехословачка (4) - Данска (2) | - Египат (2) - Финска (4) - Француска (4) - Уједињено Краљевство (4) - Мађарска (2) - Италија (4) - Литванија (2) | - Луксембург (4) - Холандија (4) - Пољска (4) - Јужноафричка Република (1) - Шведска (4) - Швајцарска (4) - Сједињене Америчке Државе (4) - Југославија (4) |

## Резултати
| Место  | Бициклиста                                     | Време        |
| ------ | ---------------------------------------------- | ------------ |
| Злато  | Арман Бланшоне Француска                       | 6.20:48,0    |
|        | Хенри Хувенарс Белгија                         | 6.30:27,0    |
| Бронза | Рене Амел Француска                            | 6.30:51,6    |
| 4.     | Гунар Скелд Шведска                            | 6.33:36,2    |
| 5.     | Алберт Блатман Белгија                         | 6.34:09,0    |
| 6.     | Алфонс Парфондри Белгија                       | 6:35:57,0    |
| 7.     | Ерик Болин Шведска                             | 6.36:12,4    |
| 8.     | Жорж Вамбст Француска                          | 6:38:34,4    |
| 9.     | Андре Ледик Француска                          | 6:39:16,0    |
| 10.    | Жан ван ден Бош Белгија                        | 6:40:31,4    |
| 11.    | Henry Kaltenbrunn Јужноафричка Република       | 6:41:34,4    |
| 12.    | Ардито Брешани Италија                         | 6:41:39,4    |
| 13.    | Cor Heeren Холандија                           | 6:41:50,8    |
| 14.    | Ото Лехнер Швајцарска                          | 6:43:39,0    |
| 15.    | Антонио Негрини Италија                        | 6:48:09,8    |
| 16.    | Фернанд Севе Белгија                           | 6:48:46,4    |
| 17.    | Рагнар Малм Шведска                            | 6:49:53,0    |
| 18.    | Нело Чакери Италија                            | 6:50:10,0    |
| 19.    | Јан Мас Холандија                              | 6:51:05,0    |
| 20.    | Луиђи Мањоти Италија                           | 6:53:25,0    |
| 21.    | Георг Антенен Швајцарска                       | 6:53:27,0    |
| 22.    | Енди Вилсон Уједињено Краљевство               | 6:53:52,4    |
| 23.    | Ерик Пилчер Уједињено Краљевство               | 6:54:02,0    |
| 24.    | Дејв Марш Уједињено Краљевство                 | 6:56:52,4    |
| 25.    | Georges Schiltz Луксембург                     | 7:00:34,4    |
| 26.    | Philippus Innemee Холандија                    | 7:04:32,0    |
| 27.    | Ник Рош Луксембург                             | 7:04:46,0    |
| 28.    | Фриц Боси Швајцарска                           | 7:05:43,4    |
| 29.    | Мартинус Влитман Холандија                     | 7:07:32,4    |
| 30.    | Cosme Saavedra Аргентина                       | 7:09:16,2    |
| 31.    | Luis de Meyer Аргентина                        | 7:14:10,4    |
| 32.    | Антонин Перич Чехословачка                     | 7:14:47,8    |
| 33.    | John Boulicault Сједињене Америчке Државе      | 7:15:51,6    |
| 34.    | Самјуел Хантер Уједињено Краљевство            | 7:16:35,0    |
| 35.    | Ђуро Дукановић Југославија                     | 7.17:23,6    |
| 36.    | Sydney Ramsden Аустралија                      | 7:18:23,4    |
| 37.    | Јосип Косматин Југославија                     | 7.18:24,0    |
| 38.    | Ahrensborg Claussen Данска                     | 7:19:16,4    |
| 39.    | Луј Пеш Луксембург                             | 7:19:51,4    |
| 40.    | Карел Червенка Чехословачка                    | 7:20:20,0    |
| 41.    | Коломан Совић Југославија                      | 7.21:35,0    |
| 42.    | Жан Пјер Кин Луксембург                        | 7:22:12,4    |
| 43.    | José Zampìchiatti Аргентина                    | 7:24:17,0    |
| 44.    | Антонин Харватt Чехословачка                   | 7:26:09,0    |
| 45.    | Игнацијус Гронковски Сједињене Америчке Државе | 7:34:41,8    |
| 46.    | Mohamed Madkour Египат                         | 7:35:38,4    |
| 47.    | Илмари Воуделин Финска                         | 7:41:03,4    |
| 48.    | Освалд Милер Пољска                            | 7:46:56,0    |
| 49.    | Густав Хенчел Сједињене Америчке Државе        | 7:52:59,6    |
| 50.    | Милан Трубан Југославија                       | 7,53:40,0    |
| 51     | Михаљ Русовски Мађарска                        | 7:57:49,0    |
| 52     | Ерик Франк Финска                              | 8:04:53,0    |
| 53     | Геори Абаџијев Бугарска                        | 8.08:35,0    |
| 54     | Joe Laporte Канада                             | 8.11:22,0    |
| 55     | Феликс Костжебски Пољска                       | 8.14:53,6    |
| 56     | Тоиво Херке Финска                             | 8.18:00,0    |
| 57     | Михаил Клајнеров Бугарска                      | 8.23:18,0    |
| 58     | Виктор Хопкинс Сједињене Америчке Државе       | 8:29:02,0    |
| 59     | Казимјеж Кженински Пољска                      | 8:40:18,6    |
| 60     | Френц Штајнер Мађарска                         | 8:42:14,4    |
| –      | Ерик Андерсен Данска                           | Није завршио |
| –      | Isakas Anolikas Литванија                      | Није завршио |
| –      | Атанас Атанасов Бугарска                       | Није завршио |
| –      | Ерик Бјурберг Шведска                          | Није завршио |
| –      | Антон Колин Финска                             | Није завршио |
| –      | Михаил Георгијев Бугарска                      | Није завршио |
| –      | Ахмед Салем Хасан Египат                       | Није завршио |
| –      | Виктор Хоехсман Пољска                         | Није завршио |
| –      | Франтишек Кундерт Чехословачка                 | Није завршио |
| –      | Хулио Полет Аргентина                          | Није завршио |
| –      | Juozas Vilpišauskas Литванија                  | Није завршио |